# Nordalbingia

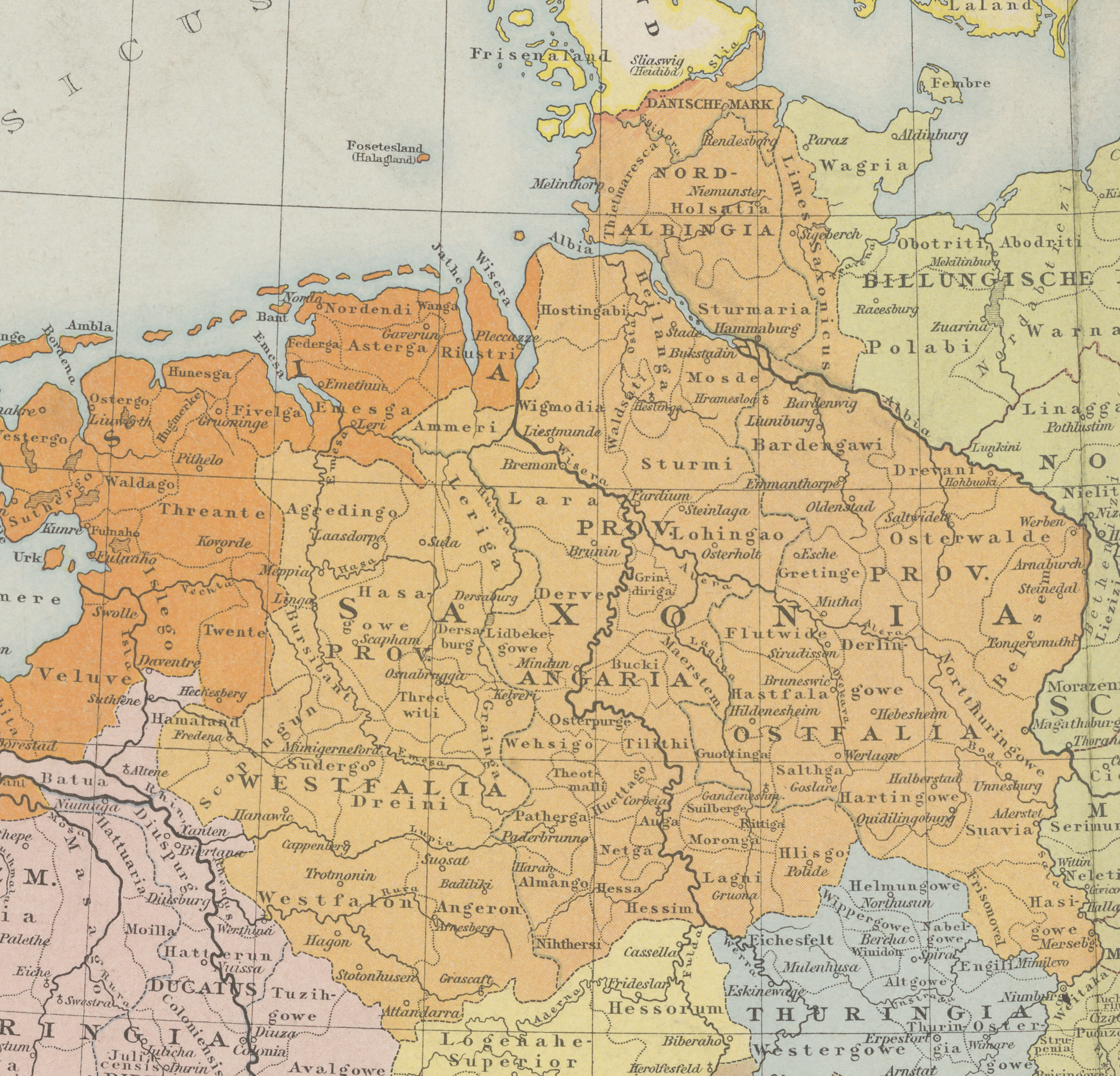
Saxonia în jurul anului 1000, cu Nordalbingia și Marca Daneză în nord, hartă realizată în 1886

Nordalbingia a reprezentat una dintre cele patru regiuni administrative ale Ducatului de Saxonia, celelalte trei fiind Angria, Estfalia și Westfalia. Numele regiunii își are originea în numele latinesc Alba aplicat râului Elba și se referă la o arie teritorială localizată în special la nord de Elba Inferioară, corespunzând aproximativ cu regiunea actuală Holstein. Situată în ceea ce astăzi este Germania de Nord, ea a reprezentat cea mai timpurie stăpânire a saxonilor.

## Geografie
Potrivit cronicii Gesta Hammaburgensis ecclesiae pontificum scrisă de Adam de Bremen în 1076, Nordalbingia cuprindea trei regiuni tribale (Gaue):
- Dithmarschen, situat de-a lungul coastei Mării Nordului de la gurile Elbei până la râul Eider în nord;
- Holstein-ul propriu-zis, situat de-a lungul râului Stör, afluent pe dreapta al Elbei;
- Stormarn, pe malul nordic al Elbei, incluzând și regiunea actuală a orașului Hamburg.

Triburile nordalbingiene au fost aliate cu saxonii situați în landul Hadeln (Haduloha), de la sud de Elbe. În răsărit, Limes Saxoniae, o regiune inaccesibilă între Elba și actualul fiord Kiel la Marea Baltică, forma granița naturală cu teritoriile numite Wagria, populate pe atunci de slavii obodriți.

## Istorie
În anul 772, Carol cel Mare, conducătorul francilor, a inițiat războaiele saxone, în vederea cuceriri pământurilor din Câmpia germană de nord. Potrivit Annales regni Francorum, nobilul westfalian Widukind a refuzat să compară în dieta imperială din 777 de la Paderborn și s-a refugiat de-a lungul Elbei spre Nordalbingia (sau poate chiar mai departe, la curtea regelui danez Sigfred). Chiar și după supunerea lui Widukind și creștinarea din 785, triburile nordalbingiene au rămas în stare de rezistență până când în cele din urmă au fost înfrânte în 798, în bătălia de la Bornhöved de cptre forțele combinate ale francilor și aliaților lor obodriți, conduși de principele Thrasco. Saxonii au pierdut cu acea ocazie 4000 de oameni, iar 10.000 de familii de saxoni au fost deportate în alte regiuni ale Imperiului Carolingian.
Teritoriile de la nord de Elba au fost inițial oferite obodriților, în vreme ce landul Hadeln a fost direct încorporat statului franc. Cu toate acestea, Nordalbingia a fost în curând invadată de către danezi și doar intervenția fiului lui Carol cel Mare, Carol cel Tânăr din 808 i-a respins pe invadatori dincolo de râul Eider. În anul următor, împăratul a edificat castelul Esesfeld, în apropiere de actualul Itzehoe, întreaga regiune fiind încorporată Imperiului franc. Pentru a preveni tot mai desele invazii ale succesorului lui Sigfred, Gudfred, este probabil ca francii să fi constituit "marca daneză", de la Eider până la fortificațiile Danevirke din nord. După ce regele Gudfred a fost asasinat, succesorul său Hemming a încheiat tratatul de la Heiligen cu Carol cel Mare în 811, în virtutea căruia Eider ar fi urmat să marcheze granița dintre Danemarca și Francia. Totuși, dispute între cele două părți vor continua vreme de peste un secol, până când regele Franciei Răsăritene, Henric I "Păsărarul", a învins în cele din urmă forțele daneze ale regelui Gnupa la Hedeby, în 934.
După moartea lui Carol cel Mare din 814, saxonii nordalbingieni au fost iertați, iar pământurile le-au fost restituite de la obodriți.  Potrivit unora dintre surse, împăratul intenționase să întemeieze o dioceză de Nordalbingia, în frunte cu preotul Heridag. Planul a fost abandonat după moartea lui Heridag, iar regiunea a fost atribuită diocezei de Bremen și Verden în timpul împăratului Ludovic Piosul, când Ansgar a fost numit arhiepiscop de Hamburg în 831.